# Musée Strindberg
Le Musée Strindberg est un musée de Stockholm consacré à l'écrivain August Strindberg situé dans sa dernière demeure qu'il appelait « la Tour bleue » et où il résida les quatre dernières années de sa vie. Le musée appartient à la Société Strindberg de Suède et a été inauguré en 1973.
Strindberg vint habiter cette maison en 1908 et y vécut jusqu'à sa mort en 1912. Le musée est constitué de son appartement et de sa bibliothèque ainsi qu'à des expositions. Les papiers-peints et la décoration ont été reconstitués tels qu'ils devaient être à l'époque où l'écrivain y vivait, mais le mobilier est celui d'origine.